# 马尔博罗公爵夫人萨拉·丘吉尔
马尔博罗公爵夫人萨拉·丘吉尔（英語：Sarah Churchill, Duchess of Marlborough；1660年6月5日—1744年10月18日），婚前姓詹寧斯（Jenyns，亦作Jennings），凭借与英国女王安妮的亲密友谊，她成为当时最有影响力的女性之一。安妮还是公主时与萨拉的友谊就广为人知，当时的很多重要人物都把注意力转向她，希望借助她来影响安妮。当安妮成为女王后，萨拉对政府的了解以及与女王的亲密关系，使她成为安妮的强大盟友和危险敌人。
萨拉的丈夫是第一代馬爾博羅公爵約翰·丘吉爾，他们“长期和忠诚”婚姻关系持续40多年。安妮的父亲詹姆斯二世在光荣革命期间被废黜后，她担任安妮的代理人；在詹姆斯二世继承人威廉三世和玛丽二世的统治期间，她获取了更多的利益。1702年威廉三世驾崩后安妮登上王位成为女王，馬爾博羅公爵和西德尼·戈多芬一起上台领导政府，这样安排的部分原因正是因为作为公爵妻子的萨拉与女王的友谊。西班牙王位繼承戰爭期间，公爵在国外指挥军队，萨拉则暗中向公爵传递关于宫廷里反对他的阴谋，公爵随即告知萨拉一些政治建议，由萨拉向女王传达这些建议。萨拉代表辉格党不知疲倦竞选，同时也将大部分时间用于建设布倫海姆宮等项目。
萨拉是一位意志坚定的女性，每当她在政治，宫廷或教会任命中不同意女王的想法时，都会与女王关系紧张。在1711年与安妮最后一次决裂后，萨拉和她的丈夫被逐出宫廷，但在安妮去世后，她在汉诺威王朝的统治下重新掌权并报复政敌。她后来与许多重要人物都发生分歧，包括她的女儿第二代馬爾博羅女公爵亨麗埃塔·戈多爾芬；布伦海姆宫的建筑师約翰·凡布魯；首相罗伯特·沃波尔；君主乔治二世；以及他的妻子卡罗琳王后。从马尔博罗信托基金继承的财产让她成为欧洲最富有的女性之一。她于1744年去世，享年84岁。

## 大众文化
2018年电影《真寵》中由麗素·慧絲饰演萨拉·丘吉尔，电影主要讲述萨拉与男爵夫人阿比盖尔·玛莎姆（艾瑪·史東饰）之间为争夺安妮女王（奧莉花·高雯饰）的宠爱而进行的竞争。
1983年电影《黄胡子》中由苏珊娜·约克饰演萨拉·丘吉尔。